# Dolophilodes semicircularis
Dolophilodes semicircularis là một loài Trichoptera thuộc họ Philopotamidae. Chúng phân bố ở miền Ấn Độ - Mã Lai.